# الصومعة (مسلسل)
الصومعة (بالإنجليزية: Silo) هو مسلسل درامي أمريكي من فئة الخيال العلمي والديستوبيا، من ابتكار غراهام يوست، وهو مقتبس من ثلاثية روايات الصومعة للكاتب هيو هاوي والتي تضم روايات: الصوف (Wool)، التحوّل (Shift)، والغبار (Dust). تدور أحداث المسلسل في مستقبل ديستوبي حيث تعيش مجموعة بشرية داخل صومعة عملاقة تحت الأرض مكوّنة من 144 طابقًا. تؤدي ريبيكا فيرغسون دور مهندسة تجد نفسها متورطة في كشف ألغاز الماضي والحاضر المتعلقة بالمجتمع القابع داخل الصومعة. يشاركها في البطولة كلٌّ من رشيدة جونز، ديفيد أويلو، كومن، تيم روبنز، هارييت والتر، آفي ناش، ريك غوميز، تشينازا أوشي، شاين مكراي، ريمي ميلنر، ألكساندريا رايلي، كلير بيركنز، بيلي بوستلثويت، وستيف زان.
بدأ تطوير فيلم مقتبس عن رواية الصوف في عام 2012، غير أنّ المشروع أُلغي بحلول نهاية العقد، قبل أن يُعاد إحياؤه كمسلسل من إنتاج آبل تي في+ في مايو 2021. بدأ التصوير الرئيسي في أغسطس 2021، وبدأ عرض الموسم الأول المكوَّن من عشر حلقات في 5 مايو 2023، تلاه عرض الموسم الثاني في 15 نوفمبر 2024. حصل الموسمان على تقييمات إيجابية من النقّاد، الذين أشادوا خصوصًا بـبناء العالم، تصميم الإنتاج وأداء فيرغسون. وفي ديسمبر 2024، جددت آبل تي في+ المسلسل لموسم ثالث، إضافةً إلى موسم رابع ختامي.

## لمحة
في مستقبل ديستوبي يعيش مجموعة كبيرة من الناس داخل صومعة عملاقة تمتد لمئات الطوابق تحت الأرض، حيث يؤمن السكان هناك أن هذا المكان المليء بالقوانين هو الوحيد القادر على حمايتهم من العالم الملوث والمدمر على السطح.

## طاقم التمثيل

### الأدوار الرئيسية
- ريبيكا فيرغسون بدور جولييت نيكولز: مهندسة تعمل على المولدات في أدنى مستويات الصومعة.
- أميلي تشايلد-فيلييرز بدور جولييت الصغيرة.
- راشيدا جونز بدور أليسون بيكر (الموسم 1): موظفة في قسم تقنية المعلومات ومتزوجة من هولستون. أثناء محاولتهما إنجاب طفل، تبدأ بالشك في التاريخ الحقيقي للصومعة وطريقة إدارتها.
- ديفيد أويلو بدور هولستون بيكر (الموسم 1): زوج أليسون المخلص وشريف الصومعة.
- كومون بدور روبرت سيمز: رئيس الأمن في القسم القضائي والمسؤول عن حفظ النظام داخل الصومعة.
- تيم روبنز بدور برنارد هولاند: رئيس قسم تقنية المعلومات الصارم في الصومعة.
- هارييت والتر بدور مارثا ووكر: مهندسة كهربائية تعاني من رهاب الأماكن المفتوحة وتدير ورشة في المستويات السفلية وتعمل كبديل أمومي لجولييت.
- أفي ناش بدور لوكاس كايل: محلل أنظمة في قسم تقنية المعلومات فضولي تجاه العالم خارج الصومعة.
- ريك غوميز بدور باتريك كينيدي: عامل صيانة ومهرّب سابق لـ "الآثار" من العالم قبل الصومعة.
- تشينازا أوشي بدور بول بيلينغز: نائب رئيس الشرطة الجديد ومسؤول قضائي سابق يعاني من "المتلازمة"، وهي حالة طبية تسبب رعشات.
- شاين ماكراي بدور نوكس (الموسم 2؛ متكرر في الموسم 1): رئيس مستوى الميكانيك ومدير جولييت.
- تشارلي كومبس بدور نوكس الصغير.
- ريمي ميلنر بدور شيرلي كامبل (الموسم 2؛ متكرر في الموسم 1): مهندسة في قسم الميكانيك وأقرب صديقة وزميلة لجولييت.
- إيدا بروك بدور شيرلي الصغيرة.
- ألكسندريا رايلي بدور كاميل سيمز (الموسم 2؛ ضيفة في الموسم 1): زوجة روبرت وأم ابنهما وناشطة متمردة سابقة.
- كلير بيركنز بدور كارلا مكلين (الموسم 2؛ ضيفة في الموسم 1): الزوجة السابقة لووكر ورئيسة قسم الإمدادات.
- بيلي بوستلثويت بدور هانك (الموسم 2؛ متكرر في الموسم 1): نائب شرطة يعمل في المستويات السفلية.
- ستيف زان بدور جيمي كونروي / "سولو" (الموسم 2): الناجي الوحيد من تمرد الصومعة 17.
- كاميرون بيل بدور جيمي الصغير.
- آشلي زوكيرمان بدور دانييل (الموسم 3؛ ضيف في الموسم 2): عضو في الكونغرس الأمريكي خلال الحقبة السابقة لإنشاء الصوامع.
- جيسيكا هينويك بدور هيلين (الموسم 3؛ ضيفة في الموسم 2): صحفية فضولية تعمل في واشنطن العاصمة.

### الأدوار المتكررة
- ويل باتون بدور صامويل "سام" مارنز (الموسم 1): نائب يعمل تحت إشراف الشريف هولستون ويتعاون عن كثب مع العمدة جاهنس.
- فيرديناند كينغسلي بدور جورج ويلكنز (الموسم 1): مبرمج حواسيب يدير ورشة إصلاح ويتعاون مع أليسون لاكتشاف أسرار الصومعة.
- شيبو تشونغ بدور ساندي: موظفة إدارية في قسم الشريف.
- مات غوميز هيداكا بدور تيري كوبر (الموسم 1؛ ضيف في الموسم 2): مهندس مبتدئ في المستويات السفلية وظلّ جولييت.
- أولاتونجي أيوفي بدور تيدي: عامل في قسم الميكانيك وزميل لجولييت.
- إيان غلين بدور الدكتور بيت نيكولز (الموسمان 1–2): طبيب نساء ووالد جولييت، وهو منفصل عنها منذ مراهقتها.
- أنجيلا يوه بدور مولي كارينز: نائبة تعمل في المستويات الوسطى.
- تانيا مودي بدور القاضية ماري ميدوز (الموسمان 1–2): رئيسة القسم القضائي والمسؤولة عن تطبيق "الميثاق"، وهو قائمة القوانين التي يجب على جميع سكان الصومعة الالتزام بها.
- كايتلين زوز بدور كاثلين بيلينغز: زوجة بول ووالدة ابنتهما.
- أكيه كوتابي بدور دييغو: مراقب يتتبع أنشطة الصومعة.
- كريستيان أوتشوا بدور ريك آموندسن (الموسم 2؛ ضيف في الموسم 1): قائد ميداني لمجموعة من الغزاة المسلحين يعملون لصالح سيمز.

### ضيوف الشرف
- جيرالدين جيمس بدور روث جاهنس (الموسم 1): العمدة المنتخبة للصومعة.
- صوفي طومسون بدور غلوريا هيلدبرانت (الموسم 1): امرأة مصابة بالبارانويا أصبحت مستشارة الخصوبة في الصومعة بعد فشلها في الإنجاب.
- سيينا غيلوري بدور هانا نيكولز (الموسم 1): جراحة ووالدة جولييت المتوفاة.
- هنري غاريت بدور دوغلاس ترمبل (الموسم 1): منفذ للقسم القضائي مخلص لسيمز.
- سونيـتا هنري بدور ريجينا جاكسون (الموسم 1): تاجرة آثار سابقة وعشيقة جورج.
- ويل ميرك بدور داني (الموسم 1): مخترق إلكتروني يهاجم شبكة أمان قسم تقنية المعلومات.
- روس مكال بدور شريف الصومعة 17 (الموسم 2): قائد تمرد الصومعة 17.
- نيك هافرسون بدور راسل كونروي (الموسم 2): رئيس قسم تقنية المعلومات في الصومعة 17 ووالد سولو.
- إيموجين باتلر-كول بدور غوين كونروي (الموسم 2): والدة سولو.
- بيبا وينسلو بدور غلاديس (الموسم 2): عاملة في الميكانيك خلال طفولة جولييت.
- جورج روبنسون بدور مارك تشامبرز (الموسم 2): مشرف على ورشة تصنيع.
- ساشاريزا كلاكستون بدور فرانسيس بووير (الموسم 2): ابنة أخت باتريك.
- جورجينا سادلر بدور أودري (الموسم 2): قائدة مجموعة من الناجين الأيتام في الصومعة 17.
- أورلاندو نورمان بدور ريك (الموسم 2): حبيب أودري ووالد طفليهما.
- سارة حازمي بدور هوب / "إيتر" (الموسم 2): منبوذة من مجموعة أودري.
- ستيوارت ميليغان بدور تيرانس بينبروك (الموسم 2): سليل سلفادور كوين، الرئيس السابق لقسم تقنية المعلومات قبل أكثر من 140 عامًا.
- لوليتا شاكرابارتي بدور والدة لوكاس (الموسم 2).

## الحلقات
| الموسم | الحلقات | الحلقات | الأصلي         | الأصلي        |
| الموسم | الحلقات | الحلقات | الأول          | الأخير        |
| ------ | ------- | ------- | -------------- | ------------- |
| 1      | 10      | 10      | 5 مايو 2023    | 30 يونيو 2023 |
| 2      | 10      | 10      | 15 نوفمبر 2024 | 17 يناير 2025 |

### الموسم الأول (2023)
| الرقم في المسلسل | الرقم في الموسم | عنوان الحلقة       | المخرج        | الكاتب                      | تاريخ العرض   |
| --- | --------------- | ------------------ | ------------- | --------------------------- | ------------- |
| 1 | 1               | «يوم الحرية»       | مورتن تيلدوم  | غراهام يوست                 | 5 مايو 2023   |
| في ملجأ ضخم تحت الأرض يُعرف باسم "الصومعة"، يزدهر مجتمع بشري دون أن يعرف تاريخه، إذ يُفترض أن السجلات دُمّرت قبل 140 عامًا خلال تمرد فاشل. يُخبر الشريف هولستون بيكر نائبه سام مارنز برغبته في "الخروج". قبل ثلاث سنوات، حصل هولستون وزوجته أليسون على إذن لإزالة شريحة منع الحمل الخاصة بها لمدة 365 يومًا. خلال هذه الفترة، تتعرف أليسون على معتقدات مخالفة حول الصومعة من الخبيرة في الخصوبة غلوريا هيلدبرانت، وتساعد خبير تقنية المعلومات جورج ويلكنز في استكشاف قرص صلب محظور من ما قبل التمرد. تخبر أليسون زوجها المشكك بأن السلطة تكذب عليهم، وأن المشهد المعروض على شاشات الصومعة عن العالم الميت في الخارج مزيف؛ كدليل، تُريه شريحة منع الحمل التي أزالتها للتو بسكين. بينما تنزف أليسون، يركض هولستون عبر ممرات الصومعة بحثًا عن الطبيب، لكنه يتوقف عندما يخبره مارنز أن أليسون في الكافيتيريا. تعلن أليسون اكتشافاتها أمام الحضور وتصرّح برغبتها في "الخروج"، مما يؤدي إلى تنفيذ هذا القرار وفقًا لما ورد في "الميثاق". تعد أليسون بتنظيف كاميرا الصومعة الخارجية إذا كان الخارج جميلاً. يتم تجهيزها ببدلة بيئية وتخرج في رحلتها التي لا عودة منها. يشاهد سكان الصومعة تنظيفها للكاميرا قبل أن تسقط ميتة على ما يبدو. بعد عامين، يحقق هولستون في وفاة جورج ويلكنز ويقابل المهندسة جولييت نيكولز، التي تدّعي أنه قُتل. |                 |                    |               |                             |               |
| 2 | 2               | «اختيار هولستون»   | مورتن تيلدوم  | جيسيكا بلير وكايسي باباس    | 5 مايو 2023   |
| تعلم جولييت من هولستون أن جورج، حبيبها السابق، كان يجمع آثارًا تاريخية محظورة. بعد اكتشاف أن جورج وأليسون كانا يعملان معًا، يوافق هولستون على التحقيق ويعدها بإرسال إشارة عندما يجد شيئًا مهمًا. بعد بضعة أشهر، يقرر هولستون الخروج من الصومعة، ليُصدم برؤية أن الخارج مليء بالخضرة كما قالت أليسون. ينظف الكاميرا، يخلع خوذته، ويزحف نحو جثة أليسون قبل أن يموت. تكتشف العمدة روث جانز أن هولستون رشّح جولييت لتكون خليفته في منصب الشريف. تبدأ جولييت بمحاولة تتبع خطوات جورج في منطقة الحفر المائية أسفل الصومعة حيث كان يبحث عن "الباب". |                 |                    |               |                             |               |
| 3 | 3               | «الآلات»           | مورتن تيلدوم  | إنغريد إسكاجيدا             | 12 مايو 2023  |
| تنزل العمدة جانز ونائبها مارنز 144 طابقًا لمقابلة جولييت. في الطريق، تقابل جانز والد جولييت المنفصل عنها، الدكتور بيت نيكولز، وصديقتها المهندسة مارثا ووكر للحصول على آرائهما حول شخصية جولييت. رغم اعتراض القاضية ميدوز، رئيسة السلطة القضائية، وبرنارد هولاند، رئيس قسم تقنية المعلومات، تعرض جانز على جولييت منصب الشريف. ترفض جولييت في البداية لكنها تغير رأيها عندما تحصل على شارة هولستون التي نُقشت على ظهرها كلمة "الحقيقة". تطلب جولييت إذنًا بإيقاف المولد الرئيسي لإصلاحه، وهو ما لم يُسمح به من قبل. أثناء الإيقاف، تظهر على شاشات الصومعة لفترة وجيزة صورة لمنظر أخضر وصحي خارجها، لكن لا أحد يلاحظ. وبصعوبة، يتمكن فريق الميكانيكيين من إصلاح المولد الرئيسي. قبل أن تغادر جولييت لتولي منصبها الجديد، تطلب من ووكر دراسة كاميرا فيديو وجدتها بين مقتنيات جورج. لاحقًا، يعترف مارنز وجانز بحبهما لبعضهما، لكن جانز تسقط فجأة وهي تتقيأ دمًا. |                 |                    |               |                             |               |
| 4 | 4               | «الحقيقة»          | ديفيد سيمل    | ريمي أوبوشون                | 19 مايو 2023  |
| تُوفيت العمدة روث جانز؛ يعتقد مارنز أنها قُتلت بالسم وأنه كان الهدف الحقيقي لأنها كانت تشاركه قارورة الماء. يتولى برنارد، بصفته عمدة مؤقتًا، أداء قسم جولييت لتصبح الشريف الجديد. تعرض جولييت على مارنز المساعدة في التحقيق بمقتل جانز مقابل مساعدته لها في التحقيق بوفاة جورج. يُخبر روبرت سيمز، من السلطة القضائية، مارنز أن القاضية ميدوز مستعدة لإقالة جولييت، لكن مارنز يطلب منه السماح لها بالاستقالة بنفسها. لاحقًا، يتعرض مارنز لهجوم في شقته. في هذه الأثناء، تلتقي جولييت بـ لوكاس، أحد السكان الذين يقضون أمسياتهم في الكافيتيريا، وتكتشف ملف هولستون حول جورج، لكنها لا تعثر على القرص الصلب الذي صادره. |                 |                    |               |                             |               |
| 5 | 5               | «ابن عامل النظافة» | ديفيد سيمل    | غراهام يوست                 | 26 مايو 2023  |
| يُعثر على جثة سام مارنز، وتعيّن السلطة القضائية بول بيلينغز نائبًا أول لجولييت. تخبر ساندي، التي تعمل في مكتب الشريف، جولييت بضرورة العثور على القاتل قبل أن تختلق السلطة القضائية كبش فداء. تكتشف جولييت أن دوغ ترومبول، أحد رجال السلطة القضائية، لفّق أدلة لإلصاق التهمة بالمقيم باتريك كينيدي. يُخبر سيمز دوغ بأن والده كان يُعتقد أنه عامل نظافة، لكنه كان في الواقع يؤدي دورًا سريًا بالغ الأهمية لبقاء الصومعة. يقتل سيمز دوغ قبل اعتقاله، ويُلقى عليه اللوم بعد وفاته في مقتل مارنز وجانز. لاحقًا، تكتشف جولييت أن لوكاس يراقب شاشات الكافيتيريا ليلاً لدراسة "الأضواء" في السماء، وهي في الحقيقة نجوم لا يعرف سكان الصومعة عنها شيئًا. تخبرها ووكر أن كاميرا الفيديو التي عُثر عليها متطورة أكثر من المسموح به في الصومعة. تستعيد جولييت أحد مقتنيات جورج على أمل إعادة فتح التحقيق في مقتله. |                 |                    |               |                             |               |
| 6 | 6               | «الأثر»            | بيرت و بيرتي  | أريك أفيلينو                | 2 يونيو 2023  |
| تدبر جولييت خطة للعثور على الأثر داخل شقة دوغ وتستخدمه كذريعة لتتبع بائعة آثار مزعومة تُدعى ريجينا جاكسون، التي كانت في الواقع حبيبة جورج السابقة وتساعده في شراء الآثار. يكتشف سيمز صلة جورج بالأثر ويواجه جولييت، بينما يقبل برنارد ادعاءها بأنها لم تزرع الأثر، لكنه يأمرها بالتوقف عن التحقيق في دافع دوغ لقتل جانز ومارنز. تدخل جولييت في جدال مع بيلينغز وتخبره بأنها تعرف إصابته بـ"المتلازمة"، وهو مرض يجب أن يمنعه من أن يكون نائبًا. تكشف ريجينا أن شخصًا يُلقب بـ"الرجل الذي يعرف كل شيء" هددها وأجبرها على كشف معلومات عن قرص جورج الصلب. تهدي ريجينا جولييت كتاب أطفال قديمًا عن السفر، كان جورج قد أهداه لها. أثناء تصفح جولييت للكتاب، تراقبها فرقة مراقبة سرية تمتلك معدات متطورة مخفية في جدران الصومعة. |                 |                    |               |                             |               |
| 7 | 7               | «حماة الشعلة»      | بيرت و بيرتي  | جيسيكا بلير                 | 9 يونيو 2023  |
| يتبين أن سيمز عضو في فريق المراقبة الذي يتتبع تحركات جولييت. تبحث جولييت عن غلوريا، لكنها تكتشف أنها تُخدّر بأوامر من القاضية ميدوز. رغم عرض جولييت الاستقالة من منصبها، ترفض ميدوز رفع الأمر. يواجهها بيلينغز لإهمالها مهامها، لكنها تخبره بتحقيقها في مقتل جورج فيقرر تغطية غيابها. يحاول لوكاس تقبيل جولييت لكنها تصده. يحذرها برنارد من أن ميدوز قد تتحرك ضدها وينصحها بالعثور على طريقة للسيطرة عليها. بمساعدة والدها، تتمكن جولييت من استجواب غلوريا وتكتشف أنها عضو في جماعة سرية تُعرف بـ"حماة الشعلة"، مكرسة للحفاظ على الذاكرة التاريخية ويتم قتل أعضائها بشكل منهجي. تدرك جولييت أن كاميرات المراقبة مخبأة خلف المرايا وتستعيد قرص جورج الصلب من غرفة غلوريا، قبل أن يصل رجال سيمز لاعتقالها لكنها تكون قد غادرت. |                 |                    |               |                             |               |
| 8 | 8               | «هانا»             | آدم بيرنشتاين | جيفري وانغ وإنغريد إسكاجيدا | 16 يونيو 2023 |
| تفتش السلطة القضائية مكتب الشريف بحثًا عن القرص الصلب دون جدوى. ترد جولييت باعتقال سيمز مؤقتًا باستخدام ثغرة في الميثاق. وأثناء احتجازه، تقتحم مكتبه وتجد ملفات عن هانا، ووكر، وشيرلي كامبل. تؤكد الملفات أن السلطة كانت تراقب هانا وعرفت بابتكارها جهازًا بصريًا غير قانوني، ما تسبب في انتحارها بعد وفاة ابنها يعقوب الذي كانت تعتقد أن جهازها كان سينقذه. تتصالح جولييت مع والدها بيت وتفهم سبب تصرفات والدتها. لاحقًا، لا تتمكن من فك تشفير القرص الصلب، بينما يرفض لوكاس مساعدتها خوفًا من السلطة. يكشف برنارد عن كونه القائد الحقيقي للصومعة والمسؤول عن مقتل جانز ومارنز، ويعتقل جولييت بعد أن يستولي على القرص الصلب ويتهمها زورًا بطلب "الخروج". تهرب جولييت بالقفز عن السلالم المركزية للصومعة وبيدها القرص. |                 |                    |               |                             |               |
| 9 | 9               | «الهروب»           | آدم بيرنشتاين | ليكيثيا دالكو               | 23 يونيو 2023 |
| تهرب جولييت وتتفادى كاميرات السلطة. يفتش بيلينغز شقتها ويعثر على كتاب الأطفال الذي أهداه جورج ويحتفظ بصفحة منه ويحرق البقية. تقتحم جولييت شقة سيمز وتستخدم حاسوبه للوصول إلى القرص الصلب، حيث تجد فيديو تركه جورج لها. يعتقل برنارد لوكاس ويستخدم الرقم التسلسلي للقرص للعثور على موقع جولييت. تساعدها زوجة سيمز على الهرب بينما يطاردها رجاله. يلجأ باتريك لمساعدة جولييت بالتعاون مع خبير تقنية معلومات يُدعى داني لفك تشفير القرص. تكتشف فيديو قديمًا يظهر عملية تنظيف سابقة تُظهر مناظر طبيعية خضراء وطيورًا خارج الصومعة. |                 |                    |               |                             |               |
| 10 | 10              | «الخروج»           | آدم بيرنشتاين | فريد غولان                  | 30 يونيو 2023 |
| تجعل جولييت داني يبث مشهد الخارج من القرص إلى شاشات الصومعة، لكن برنارد يوقف البث بسرعة. يواجه سيمز بيلينغز بشأن مرضه ثم يُستثنى من العزل ليصبح شريفًا لاحقًا. تهرب جولييت إلى قسم الميكانيكا وتتحدث مع ووكر قبل أن يُلقى القبض عليها. يعرض عليها برنارد صفقة: إذا وافقت على "الخروج" طواعية، سيخبرها بمصير جورج ويضمن عدم معاقبة الميكانيكيين. يريها مقطعًا لجورج وهو يلقي بنفسه لتجنب التعذيب. يدمر برنارد القرص الصلب ثم يستعيد القرص البصري بعد أن تذكر جولييت وجود "الباب" أسفل الصومعة. يُرسل لوكاس إلى المناجم كعقوبة. تخرج جولييت وترى عبر خوذتها نفس مشهد الطبيعة الخضراء، لكنها تدرك الخدعة وتكتشف أن الواقع هو المشهد القاحل المعروض على الشاشات. وبفضل شريط التسخين الجيد الذي زودتها به ووكر، تتمكن من البقاء على قيد الحياة وتتسلق الحفرة المحيطة بالصومعة، لتشاهد عشرات الحفر الأخرى المماثلة وصوامعها، ومدينة مدمرة على الأفق. |                 |                    |               |                             |               |

## روابط خارجية
الصومعة على موقع IMDb (الإنجليزية)
- الصومعة على موقع ميتاكريتيك (الإنجليزية)
- الصومعة على موقع روتن توميتوز (الإنجليزية)
- الصومعة على موقع كينوبويسك (الروسية)
- الصومعة على موقع ألو سيني (الفرنسية)
- الصومعة على موقع قاعدة بيانات الفيلم (الإنجليزية)